# 宝源乡
宝源乡，是中华人民共和国贵州省遵义市赤水市下辖的一个乡镇级行政单位。

## 行政区划
宝源乡下辖以下地区：
一碗水社区、回龙村、联奉村、联华村、玉丰村和宝源村。